# エンリコ・トーチ (エンリコ・トーチ級潜水艦)
エンリコ・トーチ（イタリア語：Enrico Toti, S 506）は、イタリア海軍のエンリコ・トーチ級潜水艦1番艦。艦名は第一次世界大戦期の軍人エンリコ・トーチに由来する。

## 艦歴
「エンリコ・トーチ」は、リウーニティ造船モンファルコーネ造船所で建造され1965年11月4日に起工、1967年12月3日に進水、1968年1月22日に就役する。
トーチ級はその静粛性と乗員による高度な操艦技術をかわれ、ソビエト連邦およびワルシャワ条約機構の潜水艦および任務部隊による攻撃を想定した演習で仮想敵を演じた。
現役間は、137,000海里を航海し、27,030時間にわたり水中で活動した。1997年9月30日に退役する。
1999年6月30日に除籍され、2005年8月14日にレオナルド・ダ・ヴィンチ記念国立科学技術博物館に保存展示される。ミラノへの移送には船体の大きさ故に困難が伴った。2001年4月5日に移送のためアウグスタ港を出港、ポー川を遡行し5月6日にクレモナに到着する。そして2005年8月8日に博物館に向けて移動を開始する。